# Dorothea Konwiarz
Dorothea Konwiarz (* 1932; † 1999) war eine deutsche Künstlerin, Bühnenbildnerin und Stifterin.

## Leben
Gegen den Widerstand ihres Vaters begann Konwiarz mit siebzehn Jahren ein Studium an der Meisterschule für Kunsthandwerk. Später wechselte Konwiarz an die Universität der Künste, Berlin (damals: Hochschule für Künste, Berlin) und studierte bei Karl Hofer und Hans Jaenisch.
Menschen waren zu diesem Zeitpunkt das Sujet von Konwiarz. Sie holte sich die Modelle von der Straße, um das direkte Elend der Überlebenden des Zweiten Weltkrieges malerisch und zeichnerisch festzuhalten. Nach dem Studium ging Konwiarz für ein Jahr nach Amerika und stellte ihre Werke in Galerien in New York und Chicago aus. Ihre Werke wurden in Amerika abstrakter.
Zurück in Deutschland finanzierte Konwiarz ihr Leben als Bühnenbildnerin für das Fernsehen. Dabei entstanden detailgenaue Szenenbilder. Der 13. Oktober 1977 veränderte Konwiarz’ weiteres Leben. Sie und ihre nächsten Angehörigen waren Passagiere des entführten Flugzeugs Landshut (Boeing 737-200 der Lufthansa). Konwiarz versuchte das Ereignis künstlerisch zu bewältigen und malte am Ende ihrer Schaffenszeit nur noch symbolhafte Landschaften. Die Menschen waren aus ihren Werken verschwunden.
Zum Ende ihres Lebens gründete Konwiarz aus einem Teil ihres Vermögens eine Stiftung zur Unterstützung von Malerinnen.

## Dorothea-Konwiarz-Stiftung
Die Dorothea-Konwiarz-Stiftung wurde von der Künstlerin gestiftet.
Der Stiftungsgedanke besteht in der Würdigung des Lebenswerkes der Stifterin durch Bewahrung und Ausstellungen ihrer Werke und in der Vergabe von Jahresstipendien (das Dorothea Konwiarz Stipendium) an junge Malerinnen.
Gezeichnet von schwerer Krankheit verfasste Dorothea Konwiarz im Herbst 1999 einen ersten Satzungsentwurf. Grundidee war, eine unabhängige Einrichtung zu schaffen, die jungen Malerinnen den Sprung von der Kunsthochschule ins freie Leben erleichtern sollte. Am 29. Mai 2000 wurde der Dorothea-Konwiarz-Stiftung die Genehmigung als gemeinnützig tätige Fördergesellschaft erteilt.

### Dorothea-Konwiarz-Stipendium
Das Dorothea-Konwiarz-Stipendium ist ein Förderstipendium für junge begabte und (im Sinne der jeweils geltenden Sozialgesetze) bedürftige Malerinnen.
Es unterliegt keinen Einschränkungen hinsichtlich der Nationalität der Bewerberinnen oder deren künstlerischer Konzeption (sofern diese zweidimensional manifestiert ist).
Das heißt, für die Stipendienvergabe ist es erforderlich, dass Arbeitsproben (und auch später in der Galerie gezeigte Arbeiten) erkennbare malerische Qualitäten haben.
Seit dem Jahr 2000 wurden bisher (Stand 8/2019) bereits mehr als 125 Stipendiatinnen gefördert.